# ترایاک

نماد فنی ترایاک

ترایاک (به انگلیسی: TRIAC سرنام Triode for Alternating Current)، قطعه‌ای الکترونیکی است که در صورت فعال‌شدن (تریگر) می‌تواند جریان الکتریکی را در هر دو جهت از خود عبور دهد. ترایاک عملکردی مانند تریستور اما به صورت دو طرفه دارد.
ترایاک را می‌توان دو تریستور مکمل (که یکی توسط آند و دیگری توسط کاتد تریگر می‌شود) مدل کرد که به صورت موازی اما در جهت برعکس به هم متصل شده‌اند و گیت آن‌ها نیز به یکدیگر متصل شده‌است. ترایاک می‌تواند با ولتاژ مثبت یا منفی که به پایهٔ گیت آن اعمال می‌شود، تریگر شود. (ولتاژ گیت نسبت به پایهٔ A1 که MT1 نیز خوانده می‌شود سنجیده می‌شود). با یک پالس فعال‌سازی به پایهٔ گیت، ترایاک به شرایط هدایت می‌رود و تا زمانی که جریان عبوری از حد مشخصی پایین‌تر نیاید در همان شرایط باقی می‌ماند. این جریان مرزی را جریان نگهدارنده می‌گویند. این اتفاق می‌تواند در انتهای هر نیم سیکل از یک جریان متناوب (مانند برق شهر) رخ دهد. این خاصیت باعث شده‌است که ترایاک یک سوئیچ پراستفاده در مدارات AC شود که می‌توان با آن جریان‌های الکتریکی بسیار بالا را توسط یک جریان ضعیف کنترل کرد. به‌علاوه، با اعمال پالس در یک نقطهٔ خاص کنترل شده، می‌توان درصد جریان عبوری از بار را تحت کنترل درآورد که به این تکنیک کنترل فاز می‌گویند.
برخلاف دیاک، در ترایاک‌ها پایه‌های آند ۱ و آند ۲ با هم تفاوت دارند و جهت قرارگرفتن آن‌ها در مدار مهم است.

## طرز کار

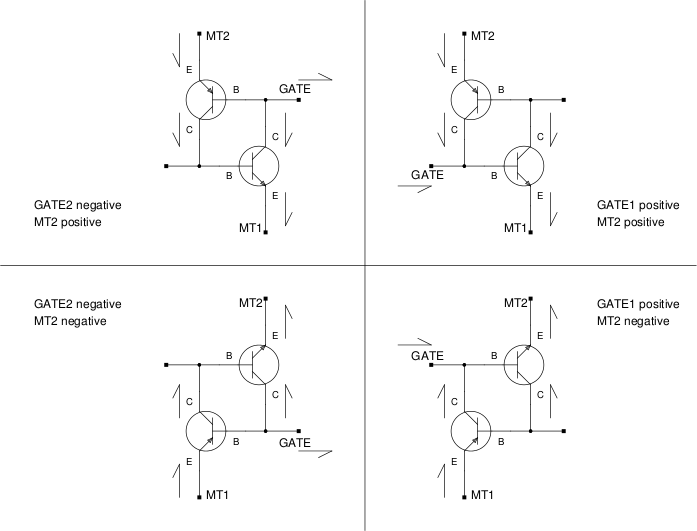
شکل ۱: حالت‌های تریگر ترایاک.

ترایاک‌ها به چهار روش فعال می‌شوند که به این روش‌ها درجهٔ حساسیت ترایاک می‌گویند. درجهٔ حساسیت اول بهترین روش برای فعال‌کردن ترایاک است و بهتر است از درجهٔ حساسیت چهارم استفاده نشود. در درجهٔ حساسیت اول آند ۲ نسبت به آند ۱ ولتاژ مثبت دارد و گیت با اعمال پالس مثبت نسبت به آند ۱ تحریک می‌شود. در درجهٔ حساسیت دوم آند ۱ از آند ۲ مثبت‌تر است و گیت با ولتاژی پایین‌تر از آند ۱ تحریک منفی می‌شود. در درجهٔ حساسیت سوم آند ۲ مثبت‌تر از آند ۱ است و آند ۱ نیز نسبت به گیت مثبت است (گیت تحریک منفی می‌شود). در درجهٔ حساسیت چهارم آند ۱ از آند ۲ ولتاژ مثبت‌تری دارد و گیت با ولتاژ مثبت نسبت به آند ۱ تحریک می‌شود.

## کاربردها

عملکرد ترایاک

مهمترین کاربرد ترایاک در مدار دیمر روشنایی است. همچنین می‌توان از آن‌ها در روشن و خاموش‌کردن موتورهای الکتریکی و رله‌های حالت جامد (SSR) استفاده کرد.